# Fougerolles-du-Plessis
Fougerolles-du-Plessis és un municipi francès situat al departament de Mayenne i a la regió de País del Loira. L'any 2007 tenia 1.407 habitants.

## Demografia

### Població
El 2007 la població de fet de Fougerolles-du-Plessis era de 1.407 persones. Hi havia 605 famílies de les quals 183 eren unipersonals (73 homes vivint sols i 110 dones vivint soles), 252 parelles sense fills, 146 parelles amb fills i 24 famílies monoparentals amb fills.
La població ha evolucionat segons el següent gràfic:
Habitants censats

### Habitatges
El 2007 hi havia 773 habitatges, 614 eren l'habitatge principal de la família, 90 eren segones residències i 69 estaven desocupats. 736 eren cases i 34 eren apartaments. Dels 614 habitatges principals, 435 estaven ocupats pels seus propietaris, 168 estaven llogats i ocupats pels llogaters i 10 estaven cedits a títol gratuït; 6 tenien una cambra, 46 en tenien dues, 112 en tenien tres, 176 en tenien quatre i 275 en tenien cinc o més. 480 habitatges disposaven pel capbaix d'una plaça de pàrquing. A 330 habitatges hi havia un automòbil i a 220 n'hi havia dos o més.

### Piràmide de població
La piràmide de població per edats i sexe el 2009 era:
| Homes | Edats   | Dones |
| ----- | ------- | ----- |
| 0     | 95 o +  | 12    |
| 0     | 90 a 94 | 12    |
| 8     | 85 a 89 | 20    |
| 20    | 80 a 84 | 20    |
| 44    | 75 a 79 | 52    |
| 36    | 70 a 74 | 52    |
| 44    | 65 a 69 | 48    |
| 60    | 60 a 64 | 56    |
| 40    | 55 a 59 | 52    |
| 44    | 50 a 54 | 40    |
| 48    | 45 a 49 | 48    |
| 80    | 40 a 44 | 60    |
| 56    | 35 a 39 | 60    |
| 32    | 30 a 34 | 32    |
| 28    | 25 a 29 | 24    |
| 44    | 20 a 24 | 16    |
| 72    | 15 a 19 | 64    |
| 56    | 10 a 14 | 48    |
| 32    | 5 a 9   | 44    |
| 24    | 0 a 4   | 36    |

## Economia
El 2007 la població en edat de treballar era de 792 persones, 567 eren actives i 225 eren inactives. De les 567 persones actives 531 estaven ocupades (293 homes i 238 dones) i 34 estaven aturades (17 homes i 17 dones). De les 225 persones inactives 137 estaven jubilades, 38 estaven estudiant i 50 estaven classificades com a «altres inactius».

### Ingressos
El 2009 a Fougerolles-du-Plessis hi havia 592 unitats fiscals que integraven 1.320 persones, la mediana anual d'ingressos fiscals per persona era de 15.547 €.

### Activitats econòmiques
Dels 64 establiments que hi havia el 2007, 6 eren d'empreses alimentàries, 3 d'empreses de fabricació d'altres productes industrials, 10 d'empreses de construcció, 9 d'empreses de comerç i reparació d'automòbils, 3 d'empreses de transport, 3 d'empreses d'hostatgeria i restauració, 1 d'una empresa d'informació i comunicació, 5 d'empreses financeres, 6 d'empreses immobiliàries, 6 d'empreses de serveis, 8 d'entitats de l'administració pública i 4 d'empreses classificades com a «altres activitats de serveis».
Dels 24 establiments de servei als particulars que hi havia el 2009, 1 era una oficina de correu, 2 oficines bancàries, 3 tallers de reparació d'automòbils i de material agrícola, 1 autoescola, 1 paleta, 2 guixaires pintors, 2 fusteries, 3 lampisteries, 2 electricistes, 2 perruqueries, 1 agència de treball temporal, 3 restaurants i 1 agència immobiliària.
Dels 6 establiments comercials que hi havia el 2009, 1 era un supermercat, 3 fleques, 1 una carnisseria i 1 una joieria.
L'any 2000 a Fougerolles-du-Plessis hi havia 115 explotacions agrícoles que ocupaven un total de 2.479 hectàrees.

## Equipaments sanitaris i escolars
El 2009 hi havia 1 farmàcia i 1 ambulància.
El 2009 hi havia 1 escola elemental i 1 escola elemental integrada dins d'un grup escolar amb les comunes properes formant una escola dispersa.

## Poblacions més properes
El següent diagrama mostra les poblacions més properes.